# Abismo temporal
Abismo temporal, na teosofia, é o cisma da sensação global, o entorpecimento ocasionado pelo aguçamento dos sentidos junto à reação fisiológica “muito” imediata.
O viver comum é aquilo que se entende por rotina, corriqueiro, enquanto o comportamento é adequado dentro dos padrões. Quando o indivíduo apto tem o mundo “acontecendo” ao seu redor em momento presente, e a sua vida direcionada ao futuro. Porém, esta transição de passado para futuro nunca tem fim, evidentemente na passagem infinitiva de flecha do tempo, advindo uma fresta ínfima, imperceptível durante a normalidade. Disto advém a relatividade temporal, o degustamento emotivo determinando a impressão sentimental, logo o processo mental coerente ao agudo ou ao convexo, um que impõe de alerta a medo, outro que impõe de alerta a alívio.
Em se conciliando estudos de  Sigmund Freud e Carl Gustav Jung, donde advém o Id; o Ego; o Superego; e, subconsciente; consciente; inconsciente, em prospecto daquilo que se julga processo permanente na fisiologia mental, onde, o ego é consciente da presença e ato, o subconsciente é o compartimento de arquivo e resgate da memória (clara) – a satisfação patente, o superego é o coordenador do juízo racional, o id é o autor inconsciente, que retém e tutora a memória (escura) – a frustração latente.

## Definição
Abismo temporal é a oportunidade ao cisma em referência global, o instante em que o indivíduo é surpreendido pela ocasião, quando, uma vez centralizado, fica desprovido do próprio cenário, que lhe converge de modo fugaz e atroz, confundindo-lhe a sensação e o metabolismo, desnutrindo-o de referência e razão, tornando-o suscetível ao ato inconsciente.

## A ocasião normalizada
Durante a normalidade, é o trivial dentro dos padrões de comportamento, que se vive em relativa tranquilidade na pratica da convivência ou da incumbência (ou de ambas).

## A ocasião anormal
Ao tempo que, por um agente qualquer, a ocasião sai da normalidade, precisamente direcionada à parte ou às partes envolvidas, seja num acidente ou numa contenda. Quando, ao ser humano envolvido, ser-lhe-á algo que induza ao processo mental diferenciado, então excitado a uma série de reações emotivas e fisiológicas.

## A reação
A princípio, o indivíduo se vê centralizado, depois, conforme a graduação de gravidade, o cenário confunde-o justamente na sensação, tornando-lhe os sentidos de muito aguçados a muito densos, acarretando a reação fisiológica, alterando-lhe o metabolismo (corpóreo), finalizando num efeito, em conformidade à índole individual, propiciando-lhe a ação última (reação à ocasião).

## O efeito
Em verdade, o efeito real é pouco descritível, pois se trata de confusão, tanto no sentimento como na fisiologia. O mais plausível é o dizer que “o indivíduo perde o chão”, este “chão” seria a referência padrão a que se é acostumado; o dizer que “– (...) me deu um branco!”, seria o impacto emotivo e neuro-hormonal confundindo sensação e conjectura mental, evidentemente, destituindo o racional, tornando o indivíduo semi-consciente, ainda propício ao ato inconsciente.

## O ato inconsciente
É a presença no abismo virtual, no instante propício ao afloramento de uma frustração qualquer, mesmo no indivíduo apto (salutar antes da ocasião), quando pratica ele um ato irracional (que não faria em condições normais), este que pode chegar à solução extrema, num ato violento para matar ou num ato inexplicável para salvar, como a força para levantar um objeto pesado. 

## A relatividade do instante presente
É este instante, então sem a perspectiva referencial, que o tempo é subjugado, e ao indivíduo, será este longo para o desagradável, antipático, e curto para o agradável, simpático.

## A questão do efeito remanescente
Seria plausível admitir que pode haver resquício, o efeito colateral duradouro, cujo prolongamento pode alterar a personalidade do indivíduo, pela impossibilidade de assimilação daquele fato sinistro. A exemplo de uma pessoa envolvida como vítima dum sequestro, num momento obscuro e de longa duração.